# Bernt Frilén
Bernt Frilén (geboren am 3. Juni 1945; gestorben am 7. Mai 2019 in Varberg) war ein schwedischer Orientierungsläufer. Er war Einzelweltmeister 1974 und Weltmeister mit der schwedischen Staffel 1972 und 1974.
Frilén erhielt viermal die Auszeichnung Årets orienterare („Orientierungsläufer des Jahres“), nämlich in den Jahren 1967, 1972, 1974 und 1975. 1967 gewann er die schwedische Meisterschaft auf der Langdistanz, 1970 und 1972 auf der Ultralangdistanz.

## Platzierungen
| | Weltmeisterschaften | Weltmeisterschaften |  | Nord. Meisterschaften | Nord. Meisterschaften |  | Schwedische Meisterschaften | Schwedische Meisterschaften | Schwedische Meisterschaften |
| Jahr | E                   | St                  |  | E                     | St                    |  | E                           | N                           | St                          |
| --- | ------------------- | ------------------- |  | --------------------- | --------------------- |  | --------------------------- | --------------------------- | --------------------------- |
| 1967 |                     |                     |  | 1.                    |                       |  |                             |                             |                             |
| 1968 | 12.                 |                     |  |                       |                       |  |                             |                             |                             |
| 1969 |                     |                     |  | 1.                    | 3.                    |  |                             |                             |                             |
| 1970 | 12.                 | 2.                  |  |                       |                       |  |                             |                             |                             |
| 1971 |                     |                     |  | 2.                    | 2.                    |  |                             |                             |                             |
| 1972 | 3.                  | 1.                  |  |                       |                       |  |                             |                             |                             |
| 1973 |                     |                     |  | 9.                    |                       |  |                             |                             |                             |
| 1974 | 1.                  | 1.                  |  |                       |                       |  |                             |                             |                             |
| 1975 |                     |                     |  | 1.                    | 1.                    |  |                             |                             |                             |
| Erklärung: OWC = Gesamt-Weltcup / Sp = Sprint , KD = Kurzdistanz, MD = Mitteldistanz, LD = Langdistanz, Kl = Klassische Distanz, E = Einzelwettbewerb , St = Staffel, N = Nacht-OL |                     |                     |  |                       |                       |  |                             |                             |                             |